# Dubai Opera

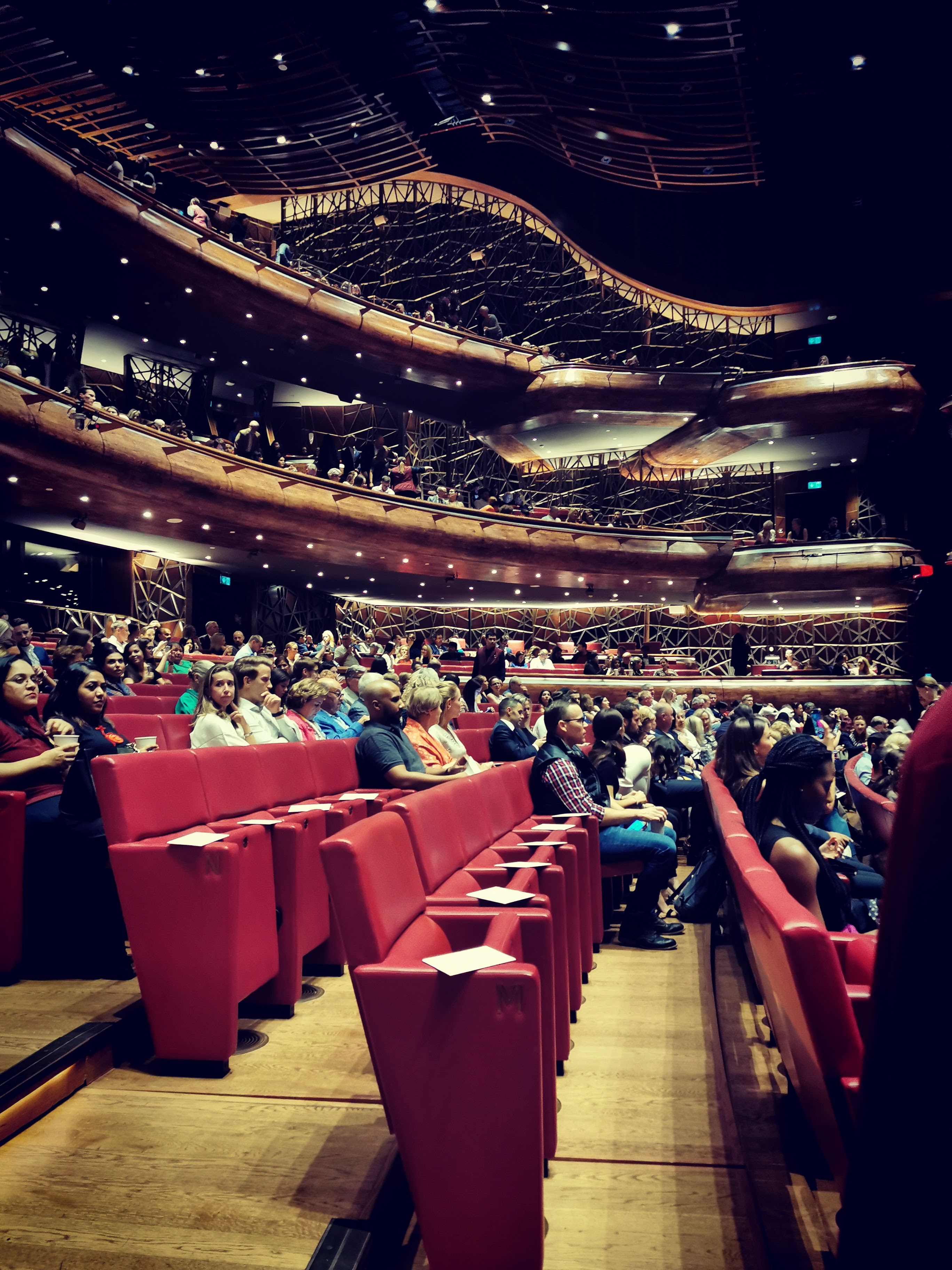
Dubai Opera

Die Dubai Opera ist ein multifunktionales Kulturzentrum im Stadtteil Downtown Dubai in Dubai, welches für Opern-, Theater-, Ballet- und Konzertveranstaltungen sowie Konferenzen und Ausstellungen genutzt wird.
Das Gebäude wurde am 31. August 2016 mit einem Auftritt von Placido Domingo eröffnet.

## Planung
Ein ursprünglicher Entwurf von der Architektin Zaha Hadid und dem Deutschen Patrik Schumacher aus dem Jahre 2008 wurde im Zuge der Immobilienkrise in Dubai gestoppt und verworfen.

## Das Haus
Die Oper bietet bis zu 2000 Personen Platz und kann je nach Veranstaltung in ein traditionelles Theater, eine Konzerthalle oder einen Ausstellungsraum umgebaut werden.

## Programm
Die Dubai Opera verfügt weder über ein eigenes Ensemble, noch über Chor und Orchester. Klassische Opern stellen nur rund ein Sechstel der Veranstaltungen dar und werden von Gastspielensembles bestritten. Seit seiner Eröffnung haben sich folgende Programmschienen herauskristallisiert:
- klassische Oper, zumeist populäre Werke wie Verdis Aida oder Tschaikowskis Eugen Onegin, beide präsentiert von der Polnischen Nationaloper, aber auch die Mandela Trilogy als Gastspiel der Cape Town Opera,
- klassisches Ballett, wie Prokofjews Romeo und Julia, vorgestellt von einer Moskauer Tanzkompagnie,
- klassische Konzerte, wie des Verbier Festival Orchesters oder des Jugendorchesters der Europäischen Union, Liederabende, beispielsweise von Bryn Terfel,
- Musicals, wie Evita von Tim Rice und Andrew Lloyd Webber,
- Konzerte aus den Bereichen Jazz, Rock und Pop, beispielsweise von Hugh Masekela oder Rufus Wainwright,
- Familienprogramme, wie Harry Potter in Concert, das Weihnachtsspecial Jingle Bells Favourits oder die Shaolin Warriors aus China,
- fallweise auch arabische Programme, wie ein Abend mit Omar Khairat oder das Programm For the Love of Words mit Dichtern aus verschiedenen Kulturkreisen, darunter Khalid Albudoor oder Nujoom Nasser Alghanem, beide aus den Emiraten.

Zielgruppen sind einerseits Touristen und Bewohner der Emirate, die aus der westlichen Welt stammen, andererseits auch arabische Bevölkerungsgruppen, die an westlicher Kultur interessiert sind.